# Giroux
Giroux is een gemeente in het Franse departement Indre (regio Centre-Val de Loire) en telt 118 inwoners (2015). De plaats maakt deel uit van het arrondissement Issoudun.

## Geografie
De oppervlakte van Giroux bedraagt 23,0 km², de bevolkingsdichtheid is 5,3 inwoners per km².
De onderstaande kaart toont de ligging van Giroux met de belangrijkste infrastructuur en aangrenzende gemeenten.

## Demografie
Onderstaande figuur toont het verloop van het inwonertal (bron: INSEE-tellingen).